# McDonnell Douglas DC-9
McDonnell Douglas DC-9 (sprva samo Douglas DC-9) je dvomotorno  ozkotrupno reaktivno potniško letalo ameriškega proizvajalca Douglas, ki se je pozneje združil v McDonnell Douglas. DC pomeni Douglas Commercial , MD pa McDonnell Douglas.
Iz DC-9 so se potem razvili MD-80, MD-90 in Boeing 717. Proizvodnjo zadnje različice Boeing 717 so končali leta 2006. Celotna proizvodnja vseh letal in izvedenk je dosegla 2.400 letal v 41 letih. To jih uvršča med tretjo najbolj proizvajano družino letal po Boeingu 737 in Airbus A320. Kitajski COMAC ARJ21 je po izgledu precej podoben DC-9, pri njegovi konstrukciji so uporabili orodje, ko so licenčno proizvajali DC-9.

## Načrtovanje
DC-9 je bil načrtovan v petdesetih za pogoste kratke lete in kratke postanke. Douglas je pri načrtovanju sodeloval s Sud Aviation, kasneje so sodelovanje prekinili. Leta 1962 so zasnovali prvo verzijo z 63 potnikimi in vzletno težo 31 300 kg. Za motorje so izbrali turboreaktivne Pratt & Whitney JT8D. DC-9 je imel relativno majhno krilo in rep T-konfiguracije.: Krilo je sorazmerno čisto zaradi motorjev nameščenih v repu. V primeru odpovedi motorja je taka konfiguracija boljša in lažja za krmiljenje. 
Kasneje so kapaciteto sedežev povečali na 80 do 135 s petimi sedeži v vrsti. Letala DC-9 in njegovega naslednika MD-80 je uporabljala tudi slovenska Adria Airways.

## Tehnične specifikacije
|                               | DC-9-15                                          | DC-9-20                                          | DC-9-30                                          | DC-9-40                                          | DC-9-50                                          |
| Posadka                       | 2                                                | 2                                                | 2                                                | 2                                                | 2                                                |
| Kapaciteta sedežev (1 razred) | 90                                               | 90                                               | 115                                              | 125                                              | 135                                              |
| Dolžina                       | 104 ft 4¾ in (31,82 m)                           | 104 ft 4¾ in (31,82 m)                           | 119 ft 3½ in (36,37 m)                           | 125 ft 7¼ in (38,28 m)                           | 133 ft 7¼ in (40,72 m)                           |
| Razpon kril                   | 89 ft 5 in (27,25 m)                             | 93 ft 5 in (28,47 m)                             | 93 ft 5 in (28,47 m)                             | 93 ft 5 in (28,47 m)                             | 93 ft 5 in (28,47 m)                             |
| Višina                        | 27 ft 6 in (8,38 m)                              | 27 ft 6 in (8,38 m)                              | 27 ft 6 in (8,38 m)                              | 28 ft 0 in (8,53 m)                              | 28 ft 0 in (8,53 m)                              |
| Površina kril                 | 934,3 sq ft (86,77 m²)                           | 92,97 m²                                         | 92,97 m²                                         | 92,97 m²                                         | 92,97 m²                                         |
| Vitkost                       | 8,55:1                                           | 8,71:1                                           | 8,71:1                                           | 8,71:1                                           | 8,71:1                                           |
| Prazna teža                   | 49.020 lb (22.235 kg)                            | 52.880 lb (23.880 kg)                            | 57.190 lb (25.940 kg)                            | 58.670 lb (26.612 kg)                            | 61.880 lb (28.068 kg)                            |
| Maks. vzletna teža            | 90.700 lb (41.100 kg)                            | 98.000 lb (44.500 kg)                            | 108.000 lb (49.090 kg)                           | 114.000 lb (51.700 kg)                           | 121.000 lb (54.900 kg)                           |
| Motorji (2x)                  | P&W JT8D-5 or -7                                 | P&W JT8D-11                                      | P&W JT8D-7, -9, -11, -15 or -17                  | P&W JT8D-9, -11, -15 or -17                      | P&W JT8D-15 or -17                               |
| Potisk motorjev               | 12.250 to 14.000 lbf (54,5 to 62,3 kN)           | 14.500 lbf (64.5 kN)                             | 14.000 to 16,000 lbf (62,3 to 71,2 kN)           | 14.500 to 16,000 lbf (64,5 to 71,2 kN)           | 15.500 to 16,000 lbf (69 to 71,2 kN)             |
| Največja hitrost              | 490 kn (564 mph, 907 km/h)                       | 494 kn (569 mph, 915 km/h)                       | 490 kn (565 mph, 907 km/h)                       | 485 kn (558 mph, 898 km/h)                       | 485 kn (558 mph, 898 km/h)                       |
| Dolet                         | 1.590 nmi (1.831 mi, 2.946 km)                   | 1.605 nmi (1.848 mi, 2.974 km)                   | 1.670 nmi (1.923 mi, 3.095 km)                   | 1.555 nmi (1.790 mi, 2.880 km)                   | 1.795 nmi (2.067 mi, 3.326 km)                   |
| Kapaciteta goriva             | 3.700 US gal (14.000 L)                          | 3.679 US gal (13.930 L)                          | 3.679 US gal (13.930 L)                          | 3.679 US gal (13.930 L)                          | 5.038 US gal (19.070 L)                          |
| Aeroprofil                    | DSMA-433A/-434A (koren) DSMA-435A/-436A (konica) | DSMA-433A/-434A (koren) DSMA-435A/-436A (konica) | DSMA-433A/-434A (koren) DSMA-435A/-436A (konica) | DSMA-433A/-434A (koren) DSMA-435A/-436A (konica) | DSMA-433A/-434A (koren) DSMA-435A/-436A (konica) |